# شهرستان دونگو
شهرستان دونگو (به لاتین: Dongou District) یک منطقهٔ مسکونی در جمهوری کنگو است که در لیکوالا واقع شده‌است.